# Louis-Charles Mahé de La Bourdonnais
Louis-Charles Mahé de La Bourdonnais (nascut el 1795 (o, segons algunes fonts, 1797) a l'illa de la Reunió - mort el 13 de desembre de 1840 a Londres) fou un jugador d'escacs francès. Fundador de la primera revista d'escacs del món, Le Palamède, fou un dels millors jugadors del món al començament del segle xix. Degut al seu gran talent combinatori, hom el recorda com el més gran mestre d'escacs francès després de Philidor.

## Biografia
La Bourdonnais era net de Bertrand-François Mahé de La Bourdonnais i pertanyia a una de les famílies més acabalades de l'illa de la Reunió (possessió francesa a l'oceà Índic). Va aprendre a jugar als escacs el 1814, i va començar a jugar seriosament cap al 1818, quan anava regularment a jugar al Café de la Régence, a París, on sembla que hi tenia la seva pròpia taula reservada, i hi jugava diàriament de forma continuada des del migdia a mitjanit. Allà, hi jugava contra qualsevol que estigués disposat a jugar-s'hi diners. Va tenir com a mestre en Jacques François Mouret, i al cap d'uns dos anys, va esdevenir un dels millors jugadors del Café, i va succeir i destronar Alexandre Deschapelles, el millor jugador de França fins llavors.
Posteriorment, es va veure obligat a guanyar-se la vida com a jugador d'escacs professional, després de malbaratar la seva fortuna, mal aconsellat, en negocis de terres.
El 1827, publicà la biografia del seu avi, Bertrand-François Mahé de La Bourdonnais, cèlebre almirall francès. El 1833, publicà un manual d'escacs: Nouveau Traité du jeu des échecs (París), dirigit als aficionats, i que contenia tant informació sobre obertures com sobre finals.

### Campió del món d'escacs (no oficial)
La Bourdonnais és considerat el Campió del món (no existia el títol oficial en aquella època) des de 1821, quan ja podia vèncer clarament el seu millor mestre Alexandre Deschapelles, fins a la seva mort el 1840.
|   | a | b | c | d | e | f | g | h |   |
| 8 | d8 negres alfil · g8 negres torre · h8 negres rei · d7 blanques peó · g7 negres peó · h7 negres peó · a5 negres peó · c3 blanques dama · a2 blanques peó · d2 negres peó · e2 negres peó · f2 negres peó · g2 blanques peó · h2 blanques peó · d1 blanques torre · h1 blanques rei | d8 negres alfil · g8 negres torre · h8 negres rei · d7 blanques peó · g7 negres peó · h7 negres peó · a5 negres peó · c3 blanques dama · a2 blanques peó · d2 negres peó · e2 negres peó · f2 negres peó · g2 blanques peó · h2 blanques peó · d1 blanques torre · h1 blanques rei | d8 negres alfil · g8 negres torre · h8 negres rei · d7 blanques peó · g7 negres peó · h7 negres peó · a5 negres peó · c3 blanques dama · a2 blanques peó · d2 negres peó · e2 negres peó · f2 negres peó · g2 blanques peó · h2 blanques peó · d1 blanques torre · h1 blanques rei | d8 negres alfil · g8 negres torre · h8 negres rei · d7 blanques peó · g7 negres peó · h7 negres peó · a5 negres peó · c3 blanques dama · a2 blanques peó · d2 negres peó · e2 negres peó · f2 negres peó · g2 blanques peó · h2 blanques peó · d1 blanques torre · h1 blanques rei | d8 negres alfil · g8 negres torre · h8 negres rei · d7 blanques peó · g7 negres peó · h7 negres peó · a5 negres peó · c3 blanques dama · a2 blanques peó · d2 negres peó · e2 negres peó · f2 negres peó · g2 blanques peó · h2 blanques peó · d1 blanques torre · h1 blanques rei | d8 negres alfil · g8 negres torre · h8 negres rei · d7 blanques peó · g7 negres peó · h7 negres peó · a5 negres peó · c3 blanques dama · a2 blanques peó · d2 negres peó · e2 negres peó · f2 negres peó · g2 blanques peó · h2 blanques peó · d1 blanques torre · h1 blanques rei | d8 negres alfil · g8 negres torre · h8 negres rei · d7 blanques peó · g7 negres peó · h7 negres peó · a5 negres peó · c3 blanques dama · a2 blanques peó · d2 negres peó · e2 negres peó · f2 negres peó · g2 blanques peó · h2 blanques peó · d1 blanques torre · h1 blanques rei | d8 negres alfil · g8 negres torre · h8 negres rei · d7 blanques peó · g7 negres peó · h7 negres peó · a5 negres peó · c3 blanques dama · a2 blanques peó · d2 negres peó · e2 negres peó · f2 negres peó · g2 blanques peó · h2 blanques peó · d1 blanques torre · h1 blanques rei | 8 |
| 7 | d8 negres alfil · g8 negres torre · h8 negres rei · d7 blanques peó · g7 negres peó · h7 negres peó · a5 negres peó · c3 blanques dama · a2 blanques peó · d2 negres peó · e2 negres peó · f2 negres peó · g2 blanques peó · h2 blanques peó · d1 blanques torre · h1 blanques rei | d8 negres alfil · g8 negres torre · h8 negres rei · d7 blanques peó · g7 negres peó · h7 negres peó · a5 negres peó · c3 blanques dama · a2 blanques peó · d2 negres peó · e2 negres peó · f2 negres peó · g2 blanques peó · h2 blanques peó · d1 blanques torre · h1 blanques rei | d8 negres alfil · g8 negres torre · h8 negres rei · d7 blanques peó · g7 negres peó · h7 negres peó · a5 negres peó · c3 blanques dama · a2 blanques peó · d2 negres peó · e2 negres peó · f2 negres peó · g2 blanques peó · h2 blanques peó · d1 blanques torre · h1 blanques rei | d8 negres alfil · g8 negres torre · h8 negres rei · d7 blanques peó · g7 negres peó · h7 negres peó · a5 negres peó · c3 blanques dama · a2 blanques peó · d2 negres peó · e2 negres peó · f2 negres peó · g2 blanques peó · h2 blanques peó · d1 blanques torre · h1 blanques rei | d8 negres alfil · g8 negres torre · h8 negres rei · d7 blanques peó · g7 negres peó · h7 negres peó · a5 negres peó · c3 blanques dama · a2 blanques peó · d2 negres peó · e2 negres peó · f2 negres peó · g2 blanques peó · h2 blanques peó · d1 blanques torre · h1 blanques rei | d8 negres alfil · g8 negres torre · h8 negres rei · d7 blanques peó · g7 negres peó · h7 negres peó · a5 negres peó · c3 blanques dama · a2 blanques peó · d2 negres peó · e2 negres peó · f2 negres peó · g2 blanques peó · h2 blanques peó · d1 blanques torre · h1 blanques rei | d8 negres alfil · g8 negres torre · h8 negres rei · d7 blanques peó · g7 negres peó · h7 negres peó · a5 negres peó · c3 blanques dama · a2 blanques peó · d2 negres peó · e2 negres peó · f2 negres peó · g2 blanques peó · h2 blanques peó · d1 blanques torre · h1 blanques rei | d8 negres alfil · g8 negres torre · h8 negres rei · d7 blanques peó · g7 negres peó · h7 negres peó · a5 negres peó · c3 blanques dama · a2 blanques peó · d2 negres peó · e2 negres peó · f2 negres peó · g2 blanques peó · h2 blanques peó · d1 blanques torre · h1 blanques rei | 7 |
| 6 | d8 negres alfil · g8 negres torre · h8 negres rei · d7 blanques peó · g7 negres peó · h7 negres peó · a5 negres peó · c3 blanques dama · a2 blanques peó · d2 negres peó · e2 negres peó · f2 negres peó · g2 blanques peó · h2 blanques peó · d1 blanques torre · h1 blanques rei | d8 negres alfil · g8 negres torre · h8 negres rei · d7 blanques peó · g7 negres peó · h7 negres peó · a5 negres peó · c3 blanques dama · a2 blanques peó · d2 negres peó · e2 negres peó · f2 negres peó · g2 blanques peó · h2 blanques peó · d1 blanques torre · h1 blanques rei | d8 negres alfil · g8 negres torre · h8 negres rei · d7 blanques peó · g7 negres peó · h7 negres peó · a5 negres peó · c3 blanques dama · a2 blanques peó · d2 negres peó · e2 negres peó · f2 negres peó · g2 blanques peó · h2 blanques peó · d1 blanques torre · h1 blanques rei | d8 negres alfil · g8 negres torre · h8 negres rei · d7 blanques peó · g7 negres peó · h7 negres peó · a5 negres peó · c3 blanques dama · a2 blanques peó · d2 negres peó · e2 negres peó · f2 negres peó · g2 blanques peó · h2 blanques peó · d1 blanques torre · h1 blanques rei | d8 negres alfil · g8 negres torre · h8 negres rei · d7 blanques peó · g7 negres peó · h7 negres peó · a5 negres peó · c3 blanques dama · a2 blanques peó · d2 negres peó · e2 negres peó · f2 negres peó · g2 blanques peó · h2 blanques peó · d1 blanques torre · h1 blanques rei | d8 negres alfil · g8 negres torre · h8 negres rei · d7 blanques peó · g7 negres peó · h7 negres peó · a5 negres peó · c3 blanques dama · a2 blanques peó · d2 negres peó · e2 negres peó · f2 negres peó · g2 blanques peó · h2 blanques peó · d1 blanques torre · h1 blanques rei | d8 negres alfil · g8 negres torre · h8 negres rei · d7 blanques peó · g7 negres peó · h7 negres peó · a5 negres peó · c3 blanques dama · a2 blanques peó · d2 negres peó · e2 negres peó · f2 negres peó · g2 blanques peó · h2 blanques peó · d1 blanques torre · h1 blanques rei | d8 negres alfil · g8 negres torre · h8 negres rei · d7 blanques peó · g7 negres peó · h7 negres peó · a5 negres peó · c3 blanques dama · a2 blanques peó · d2 negres peó · e2 negres peó · f2 negres peó · g2 blanques peó · h2 blanques peó · d1 blanques torre · h1 blanques rei | 6 |
| 5 | d8 negres alfil · g8 negres torre · h8 negres rei · d7 blanques peó · g7 negres peó · h7 negres peó · a5 negres peó · c3 blanques dama · a2 blanques peó · d2 negres peó · e2 negres peó · f2 negres peó · g2 blanques peó · h2 blanques peó · d1 blanques torre · h1 blanques rei | d8 negres alfil · g8 negres torre · h8 negres rei · d7 blanques peó · g7 negres peó · h7 negres peó · a5 negres peó · c3 blanques dama · a2 blanques peó · d2 negres peó · e2 negres peó · f2 negres peó · g2 blanques peó · h2 blanques peó · d1 blanques torre · h1 blanques rei | d8 negres alfil · g8 negres torre · h8 negres rei · d7 blanques peó · g7 negres peó · h7 negres peó · a5 negres peó · c3 blanques dama · a2 blanques peó · d2 negres peó · e2 negres peó · f2 negres peó · g2 blanques peó · h2 blanques peó · d1 blanques torre · h1 blanques rei | d8 negres alfil · g8 negres torre · h8 negres rei · d7 blanques peó · g7 negres peó · h7 negres peó · a5 negres peó · c3 blanques dama · a2 blanques peó · d2 negres peó · e2 negres peó · f2 negres peó · g2 blanques peó · h2 blanques peó · d1 blanques torre · h1 blanques rei | d8 negres alfil · g8 negres torre · h8 negres rei · d7 blanques peó · g7 negres peó · h7 negres peó · a5 negres peó · c3 blanques dama · a2 blanques peó · d2 negres peó · e2 negres peó · f2 negres peó · g2 blanques peó · h2 blanques peó · d1 blanques torre · h1 blanques rei | d8 negres alfil · g8 negres torre · h8 negres rei · d7 blanques peó · g7 negres peó · h7 negres peó · a5 negres peó · c3 blanques dama · a2 blanques peó · d2 negres peó · e2 negres peó · f2 negres peó · g2 blanques peó · h2 blanques peó · d1 blanques torre · h1 blanques rei | d8 negres alfil · g8 negres torre · h8 negres rei · d7 blanques peó · g7 negres peó · h7 negres peó · a5 negres peó · c3 blanques dama · a2 blanques peó · d2 negres peó · e2 negres peó · f2 negres peó · g2 blanques peó · h2 blanques peó · d1 blanques torre · h1 blanques rei | d8 negres alfil · g8 negres torre · h8 negres rei · d7 blanques peó · g7 negres peó · h7 negres peó · a5 negres peó · c3 blanques dama · a2 blanques peó · d2 negres peó · e2 negres peó · f2 negres peó · g2 blanques peó · h2 blanques peó · d1 blanques torre · h1 blanques rei | 5 |
| 4 | d8 negres alfil · g8 negres torre · h8 negres rei · d7 blanques peó · g7 negres peó · h7 negres peó · a5 negres peó · c3 blanques dama · a2 blanques peó · d2 negres peó · e2 negres peó · f2 negres peó · g2 blanques peó · h2 blanques peó · d1 blanques torre · h1 blanques rei | d8 negres alfil · g8 negres torre · h8 negres rei · d7 blanques peó · g7 negres peó · h7 negres peó · a5 negres peó · c3 blanques dama · a2 blanques peó · d2 negres peó · e2 negres peó · f2 negres peó · g2 blanques peó · h2 blanques peó · d1 blanques torre · h1 blanques rei | d8 negres alfil · g8 negres torre · h8 negres rei · d7 blanques peó · g7 negres peó · h7 negres peó · a5 negres peó · c3 blanques dama · a2 blanques peó · d2 negres peó · e2 negres peó · f2 negres peó · g2 blanques peó · h2 blanques peó · d1 blanques torre · h1 blanques rei | d8 negres alfil · g8 negres torre · h8 negres rei · d7 blanques peó · g7 negres peó · h7 negres peó · a5 negres peó · c3 blanques dama · a2 blanques peó · d2 negres peó · e2 negres peó · f2 negres peó · g2 blanques peó · h2 blanques peó · d1 blanques torre · h1 blanques rei | d8 negres alfil · g8 negres torre · h8 negres rei · d7 blanques peó · g7 negres peó · h7 negres peó · a5 negres peó · c3 blanques dama · a2 blanques peó · d2 negres peó · e2 negres peó · f2 negres peó · g2 blanques peó · h2 blanques peó · d1 blanques torre · h1 blanques rei | d8 negres alfil · g8 negres torre · h8 negres rei · d7 blanques peó · g7 negres peó · h7 negres peó · a5 negres peó · c3 blanques dama · a2 blanques peó · d2 negres peó · e2 negres peó · f2 negres peó · g2 blanques peó · h2 blanques peó · d1 blanques torre · h1 blanques rei | d8 negres alfil · g8 negres torre · h8 negres rei · d7 blanques peó · g7 negres peó · h7 negres peó · a5 negres peó · c3 blanques dama · a2 blanques peó · d2 negres peó · e2 negres peó · f2 negres peó · g2 blanques peó · h2 blanques peó · d1 blanques torre · h1 blanques rei | d8 negres alfil · g8 negres torre · h8 negres rei · d7 blanques peó · g7 negres peó · h7 negres peó · a5 negres peó · c3 blanques dama · a2 blanques peó · d2 negres peó · e2 negres peó · f2 negres peó · g2 blanques peó · h2 blanques peó · d1 blanques torre · h1 blanques rei | 4 |
| 3 | d8 negres alfil · g8 negres torre · h8 negres rei · d7 blanques peó · g7 negres peó · h7 negres peó · a5 negres peó · c3 blanques dama · a2 blanques peó · d2 negres peó · e2 negres peó · f2 negres peó · g2 blanques peó · h2 blanques peó · d1 blanques torre · h1 blanques rei | d8 negres alfil · g8 negres torre · h8 negres rei · d7 blanques peó · g7 negres peó · h7 negres peó · a5 negres peó · c3 blanques dama · a2 blanques peó · d2 negres peó · e2 negres peó · f2 negres peó · g2 blanques peó · h2 blanques peó · d1 blanques torre · h1 blanques rei | d8 negres alfil · g8 negres torre · h8 negres rei · d7 blanques peó · g7 negres peó · h7 negres peó · a5 negres peó · c3 blanques dama · a2 blanques peó · d2 negres peó · e2 negres peó · f2 negres peó · g2 blanques peó · h2 blanques peó · d1 blanques torre · h1 blanques rei | d8 negres alfil · g8 negres torre · h8 negres rei · d7 blanques peó · g7 negres peó · h7 negres peó · a5 negres peó · c3 blanques dama · a2 blanques peó · d2 negres peó · e2 negres peó · f2 negres peó · g2 blanques peó · h2 blanques peó · d1 blanques torre · h1 blanques rei | d8 negres alfil · g8 negres torre · h8 negres rei · d7 blanques peó · g7 negres peó · h7 negres peó · a5 negres peó · c3 blanques dama · a2 blanques peó · d2 negres peó · e2 negres peó · f2 negres peó · g2 blanques peó · h2 blanques peó · d1 blanques torre · h1 blanques rei | d8 negres alfil · g8 negres torre · h8 negres rei · d7 blanques peó · g7 negres peó · h7 negres peó · a5 negres peó · c3 blanques dama · a2 blanques peó · d2 negres peó · e2 negres peó · f2 negres peó · g2 blanques peó · h2 blanques peó · d1 blanques torre · h1 blanques rei | d8 negres alfil · g8 negres torre · h8 negres rei · d7 blanques peó · g7 negres peó · h7 negres peó · a5 negres peó · c3 blanques dama · a2 blanques peó · d2 negres peó · e2 negres peó · f2 negres peó · g2 blanques peó · h2 blanques peó · d1 blanques torre · h1 blanques rei | d8 negres alfil · g8 negres torre · h8 negres rei · d7 blanques peó · g7 negres peó · h7 negres peó · a5 negres peó · c3 blanques dama · a2 blanques peó · d2 negres peó · e2 negres peó · f2 negres peó · g2 blanques peó · h2 blanques peó · d1 blanques torre · h1 blanques rei | 3 |
| 2 | d8 negres alfil · g8 negres torre · h8 negres rei · d7 blanques peó · g7 negres peó · h7 negres peó · a5 negres peó · c3 blanques dama · a2 blanques peó · d2 negres peó · e2 negres peó · f2 negres peó · g2 blanques peó · h2 blanques peó · d1 blanques torre · h1 blanques rei | d8 negres alfil · g8 negres torre · h8 negres rei · d7 blanques peó · g7 negres peó · h7 negres peó · a5 negres peó · c3 blanques dama · a2 blanques peó · d2 negres peó · e2 negres peó · f2 negres peó · g2 blanques peó · h2 blanques peó · d1 blanques torre · h1 blanques rei | d8 negres alfil · g8 negres torre · h8 negres rei · d7 blanques peó · g7 negres peó · h7 negres peó · a5 negres peó · c3 blanques dama · a2 blanques peó · d2 negres peó · e2 negres peó · f2 negres peó · g2 blanques peó · h2 blanques peó · d1 blanques torre · h1 blanques rei | d8 negres alfil · g8 negres torre · h8 negres rei · d7 blanques peó · g7 negres peó · h7 negres peó · a5 negres peó · c3 blanques dama · a2 blanques peó · d2 negres peó · e2 negres peó · f2 negres peó · g2 blanques peó · h2 blanques peó · d1 blanques torre · h1 blanques rei | d8 negres alfil · g8 negres torre · h8 negres rei · d7 blanques peó · g7 negres peó · h7 negres peó · a5 negres peó · c3 blanques dama · a2 blanques peó · d2 negres peó · e2 negres peó · f2 negres peó · g2 blanques peó · h2 blanques peó · d1 blanques torre · h1 blanques rei | d8 negres alfil · g8 negres torre · h8 negres rei · d7 blanques peó · g7 negres peó · h7 negres peó · a5 negres peó · c3 blanques dama · a2 blanques peó · d2 negres peó · e2 negres peó · f2 negres peó · g2 blanques peó · h2 blanques peó · d1 blanques torre · h1 blanques rei | d8 negres alfil · g8 negres torre · h8 negres rei · d7 blanques peó · g7 negres peó · h7 negres peó · a5 negres peó · c3 blanques dama · a2 blanques peó · d2 negres peó · e2 negres peó · f2 negres peó · g2 blanques peó · h2 blanques peó · d1 blanques torre · h1 blanques rei | d8 negres alfil · g8 negres torre · h8 negres rei · d7 blanques peó · g7 negres peó · h7 negres peó · a5 negres peó · c3 blanques dama · a2 blanques peó · d2 negres peó · e2 negres peó · f2 negres peó · g2 blanques peó · h2 blanques peó · d1 blanques torre · h1 blanques rei | 2 |
| 1 | d8 negres alfil · g8 negres torre · h8 negres rei · d7 blanques peó · g7 negres peó · h7 negres peó · a5 negres peó · c3 blanques dama · a2 blanques peó · d2 negres peó · e2 negres peó · f2 negres peó · g2 blanques peó · h2 blanques peó · d1 blanques torre · h1 blanques rei | d8 negres alfil · g8 negres torre · h8 negres rei · d7 blanques peó · g7 negres peó · h7 negres peó · a5 negres peó · c3 blanques dama · a2 blanques peó · d2 negres peó · e2 negres peó · f2 negres peó · g2 blanques peó · h2 blanques peó · d1 blanques torre · h1 blanques rei | d8 negres alfil · g8 negres torre · h8 negres rei · d7 blanques peó · g7 negres peó · h7 negres peó · a5 negres peó · c3 blanques dama · a2 blanques peó · d2 negres peó · e2 negres peó · f2 negres peó · g2 blanques peó · h2 blanques peó · d1 blanques torre · h1 blanques rei | d8 negres alfil · g8 negres torre · h8 negres rei · d7 blanques peó · g7 negres peó · h7 negres peó · a5 negres peó · c3 blanques dama · a2 blanques peó · d2 negres peó · e2 negres peó · f2 negres peó · g2 blanques peó · h2 blanques peó · d1 blanques torre · h1 blanques rei | d8 negres alfil · g8 negres torre · h8 negres rei · d7 blanques peó · g7 negres peó · h7 negres peó · a5 negres peó · c3 blanques dama · a2 blanques peó · d2 negres peó · e2 negres peó · f2 negres peó · g2 blanques peó · h2 blanques peó · d1 blanques torre · h1 blanques rei | d8 negres alfil · g8 negres torre · h8 negres rei · d7 blanques peó · g7 negres peó · h7 negres peó · a5 negres peó · c3 blanques dama · a2 blanques peó · d2 negres peó · e2 negres peó · f2 negres peó · g2 blanques peó · h2 blanques peó · d1 blanques torre · h1 blanques rei | d8 negres alfil · g8 negres torre · h8 negres rei · d7 blanques peó · g7 negres peó · h7 negres peó · a5 negres peó · c3 blanques dama · a2 blanques peó · d2 negres peó · e2 negres peó · f2 negres peó · g2 blanques peó · h2 blanques peó · d1 blanques torre · h1 blanques rei | d8 negres alfil · g8 negres torre · h8 negres rei · d7 blanques peó · g7 negres peó · h7 negres peó · a5 negres peó · c3 blanques dama · a2 blanques peó · d2 negres peó · e2 negres peó · f2 negres peó · g2 blanques peó · h2 blanques peó · d1 blanques torre · h1 blanques rei | 1 |
|   | a | b | c | d | e | f | g | h |   |

Cap a 1834, en tant que ja no quedava a França cap jugador capaç de competir amb ell, La Bourdonnais va viatjar a Londres per enfrontar-se al millor jugador del moment de la Gran Bretanya, l'irlandès Alexander MacDonnell. Ambdós varen jugar una famosa i històrica sèrie de matxs, considerada per alguns un autèntic campionat del món, entre juny i novembre de 1834, amb un total de 85 partides disputades sense rellotge. El resultat fou de (+46 -26 =13) a favor de La Bourdonnais.
Després d'aquesta victòria contra McDonnell, La Bourdonnais fou considerat de manera pràcticament unànime el millor jugador del món, i llavors retornà a París, on hi fundà la primera publicació periòdica d'escacs francesa, Le Palamède.

### Mort
La Bourdonnais va morir, afectat d'hidropesia abdominal, a Londres, el 1840, en la més absoluta pobresa. Havia hagut de vendre totes les seves possessions, inclosa la roba, per pagar els seus creditors. George Walker va aconseguir que fos enterrat molt a prop del seu antic rival, Alexander McDonnell al cementiri de Kensal Green a Londres.

## Partides notables
- Alexander MacDonnell vs Louis-Charles Mahé de La Bourdonnais, 16, Londres 1834, defensa siciliana (B32), 0-1 Una partida que demostra la força dels peons. La posició final és una de les més conegudes i sorprenents de tota la història dels escacs.
- Louis-Charles Mahé de La Bourdonnais vs Alexander MacDonnell, 3, Londres 1834, Gambit de dama acceptat (D20), 1-0 La Bourdonnais castiga l'atac prematur de MacDonnell.